# Franklin Delano Roosevelt
Franklin Delano Roosevelt, ook bekend onder zijn initialen FDR, (Hyde Park, New York, 30 januari 1882 – Warm Springs, Georgia, 12 april 1945) was een Amerikaans politicus van de Democratische Partij en de 32e president van de Verenigde Staten van 1933 tot 1945.
Roosevelt was advocaat van beroep. Hij was onderminister van de Marine van 1913 tot 1920 onder president Woodrow Wilson. Tijdens de Amerikaanse presidentsverkiezingen van 1920 was hij de running mate van presidentskandidaat James Middleton Cox. Cox verloor de verkiezing van de Republikeinse kandidaat Warren Harding. Roosevelt was de gouverneur van New York van 1929 tot 1933.
Tijdens de Amerikaanse presidentsverkiezingen van 1932 was Roosevelt de kandidaat van de Democratische Partij. Door de slechte economie versloeg hij de zittende president Herbert Hoover. Roosevelt maakte als president intensief gebruik van de media om de publieke opinie voor zich te winnen en zijn beleid toe te lichten. Zijn informele off the record-stijl van persconferenties en zijn populaire fireside chats, "praatjes bij de haard" op de radio voor en tijdens de Tweede Wereldoorlog, zijn daar voorbeelden van. Met de New Deal initieerde hij een programma tegen de sociale en economische gevolgen van de Grote Depressie.
Roosevelt is de enige president van de Verenigde Staten die vier keer gekozen is, een record dat niet meer verbeterd kan worden omdat sedert Amendment XXII uit 1947 de president maar eenmaal herkozen kan worden. Op 12 april 1945 overleed Roosevelt aan de gevolgen van een beroerte op 63-jarige leeftijd.
President Theodore Roosevelt (1858-1919) was een verre neef van hem.

## Jeugd en huwelijk
Franklin Delano Roosevelt werd op 30 januari 1882 geboren als enig kind van welvarende ouders en verre nazaat van de Nederlandse Amerikaan Claes Maertensz van 't Rosevelt geboren op het landgoed Hyde Park in de staat New York. De Roosevelts hadden fortuin gemaakt in de suikerraffinage en hadden dat geld belegd in land. James Roosevelt, Franklins vader, bleef actief in de handel en probeerde onder meer monopolies op te bouwen in mijnbouw en in het spoorwegnet in het zuiden. Hij investeerde ook aanzienlijk veel geld in de bouw van een kanaal door Nicaragua.
Franklin genoot een bevoorrechte opvoeding waarbij vooral zijn moeder Sara zich streng over hem ontfermde. Hij kreeg volop de gelegenheid om verschillende hobby's te beoefenen. Hij reed pony, verzamelde postzegels, hield van vissen en zette vogels op die hij had geschoten. Zijn grote passie zou echter heel zijn leven het zeilen blijven. Onderwijs kreeg hij thuis van gouvernantes. Die leerden hem de beginselen van Frans, Duits en Engels. De band met zijn moeder was zo hecht dat het moment waarop hij naar Groton School, een gereputeerde kostschool in Massachusetts, gestuurd zou worden, steeds maar werd uitgesteld. Franklin toonde zich op die school in de begindagen een onzekere student, wat volgens de rechter kwam door zijn late start. Hij enthousiasmeerde zich daar voor verschillende sporten zoals voetbal, golf, hockey en honkbal. Na Groton ging hij naar Harvard University en volgde daar colleges in economie, staatsinrichting en geschiedenis. Ook hier waren zijn studieresultaten eerder matig, mogelijk, omdat hij meer tijd spendeerde aan het leggen van sociale contacten dan aan studie. In die periode werd Franklin verliefd op Eleanor, een verre nicht van hem en oomzegger van Theodore Roosevelt. Na hun verloving in de herfst van 1904 huwden ze op 17 maart 1905. Intussen had Roosevelt zijn opleiding aan Harvard voltooid en hij schreef zich in voor een studie rechten aan de Columbia Law School in New York. In 1907 werd hij beëdigd als advocaat en werkte vanaf toen als civiel jurist.

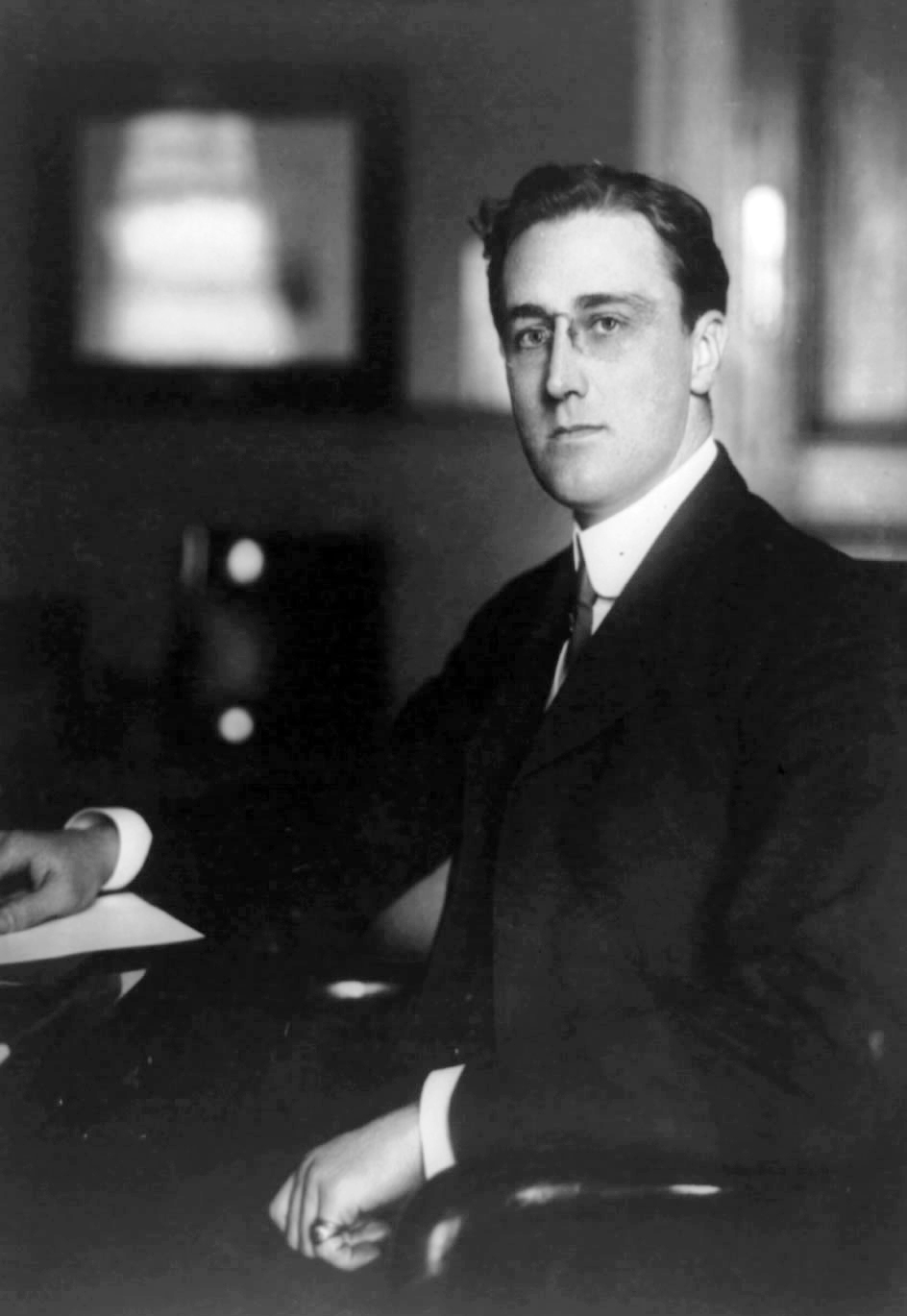
Roosevelt als onderminister van de Marine in 1913.

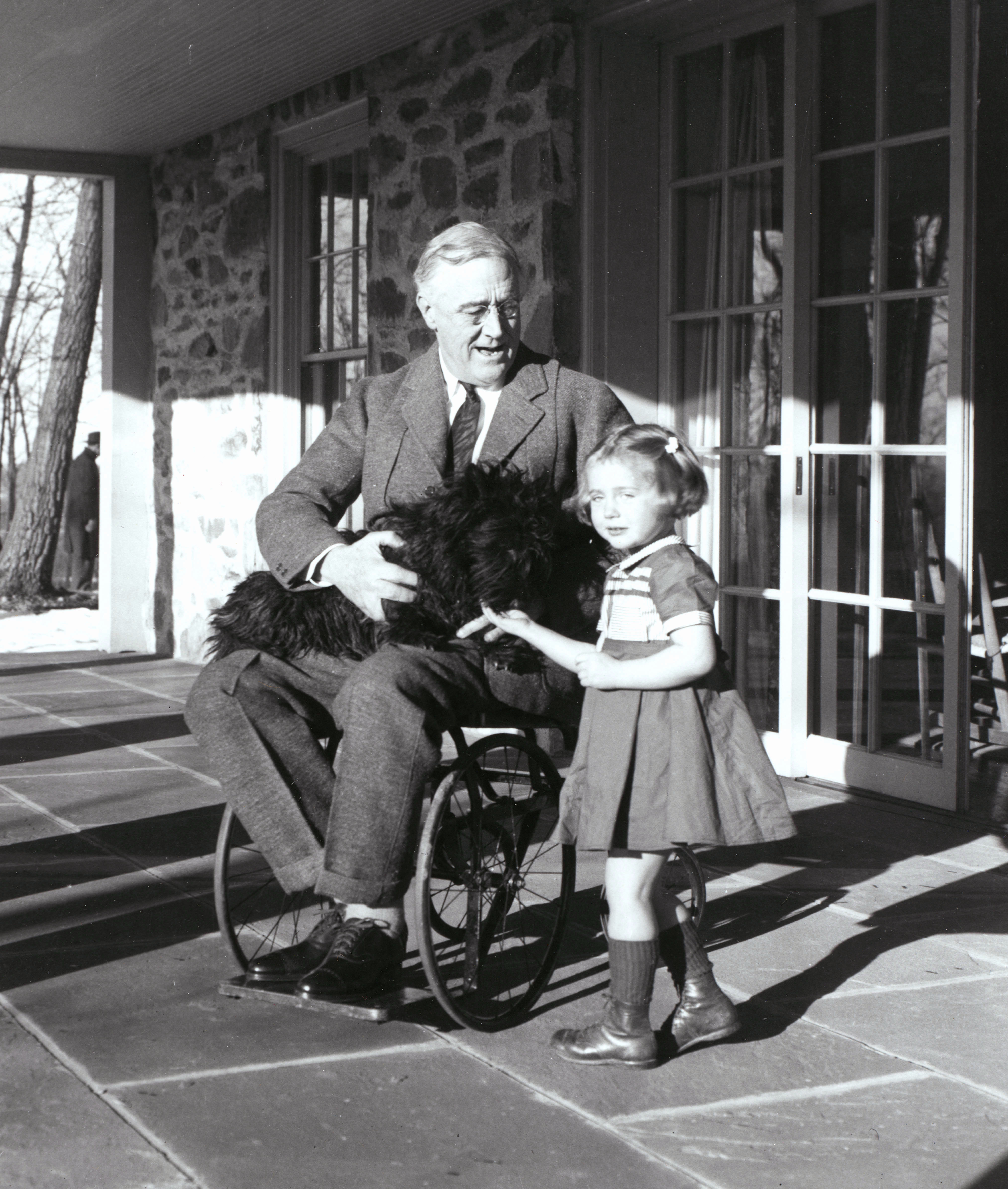
Roosevelt in een rolstoel met zijn hond Fala en de dochter van een personeelslid in februari 1941.

## Senaat van de staat New York
In 1910 maakte hij zijn debuut in de Amerikaanse politiek toen de Democratische partij hem vroeg om zich kandidaat te stellen voor een zetel in de Senaat van de staat New York. In zijn verkiezingscampagne maakte hij de bestrijding van de corruptie van partijbazen van zowel de Democratische als de Republikeinse partij tot hoofdthema. Wat eveneens hielp om zijn populariteit – ook bij de Republikeinse kiezers – te vergroten, was het feit dat hij familie was van Theodore Roosevelt en hij liet dan ook niet na om hen daaraan te herinneren.
Roosevelt voerde zijn campagne boven de partijen. Hij financierde zelf de onkosten en reed in een rode, met vlaggetjes versierde Maxwell (de enige auto die beschikbaar was) rond om iedereen de handen te schudden en een praatje te maken. Na zijn verkiezing voerde hij als Democraat een felle campagne voor Woodrow Wilson, die in 1912 presidentskandidaat was.
Van 1913 tot 1920 was Roosevelt onderminister van Marine.

## Polio (kinderverlamming)
In 1921 werd Roosevelt getroffen door poliomyelitis (kinderverlamming). Deze ziekte verlamde zijn hele onderlichaam. In 1927 stichtte hij in een gezondheidsoord in Georgia een vereniging om andere slachtoffers van deze ziekte te helpen. Omstreeks die tijd was Roosevelt weer terug in de politiek. Een Amerikaanse studie uit 2003 stelde dat FDR waarschijnlijk geen polio had, maar het syndroom van Guillain-Barré, dat soortgelijke symptomen kan hebben. Voorts is gedocumenteerd dat Roosevelt aan hypertensie leed; in die tijd nog een moeilijk te behandelen ziekte die vermoedelijk heeft bijgedragen aan zijn hartkwaal en zijn tamelijk vroege dood door een beroerte. Ook wordt er vermoed dat hij een melanoom had, maar dit laatste is nooit bewezen.

## Gouverneur van New York
Hij werd in 1928 tot gouverneur van New York gekozen. Direct begon hij met een krachtig sociaal hervormingsprogramma. In 1932 was hij voorzitter van een commissie die de corruptie in het Democratische bestuur in New York onderzocht en die burgemeester Jimmy Walker dwong af te treden. Van meer nationaal belang was de 'Brain Trust' (hersenbank, denkgroep) van adviseurs, die door Roosevelt bijeengebracht werd om New York te helpen herstellen van de gruwelijke nasleep van de malaise die volgde op Beurskrach van 1929.

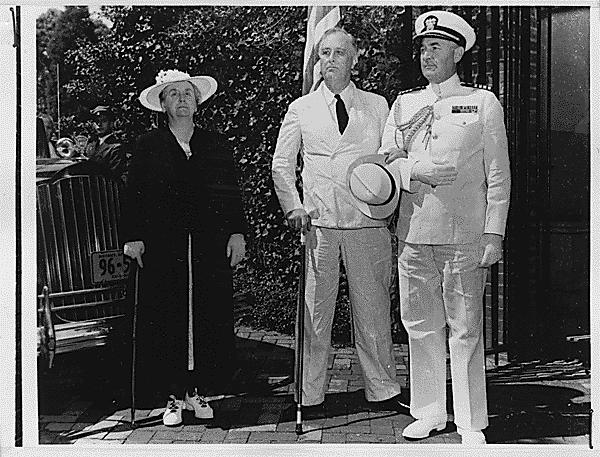
Roosevelt en koningin Wilhelmina in 1942.

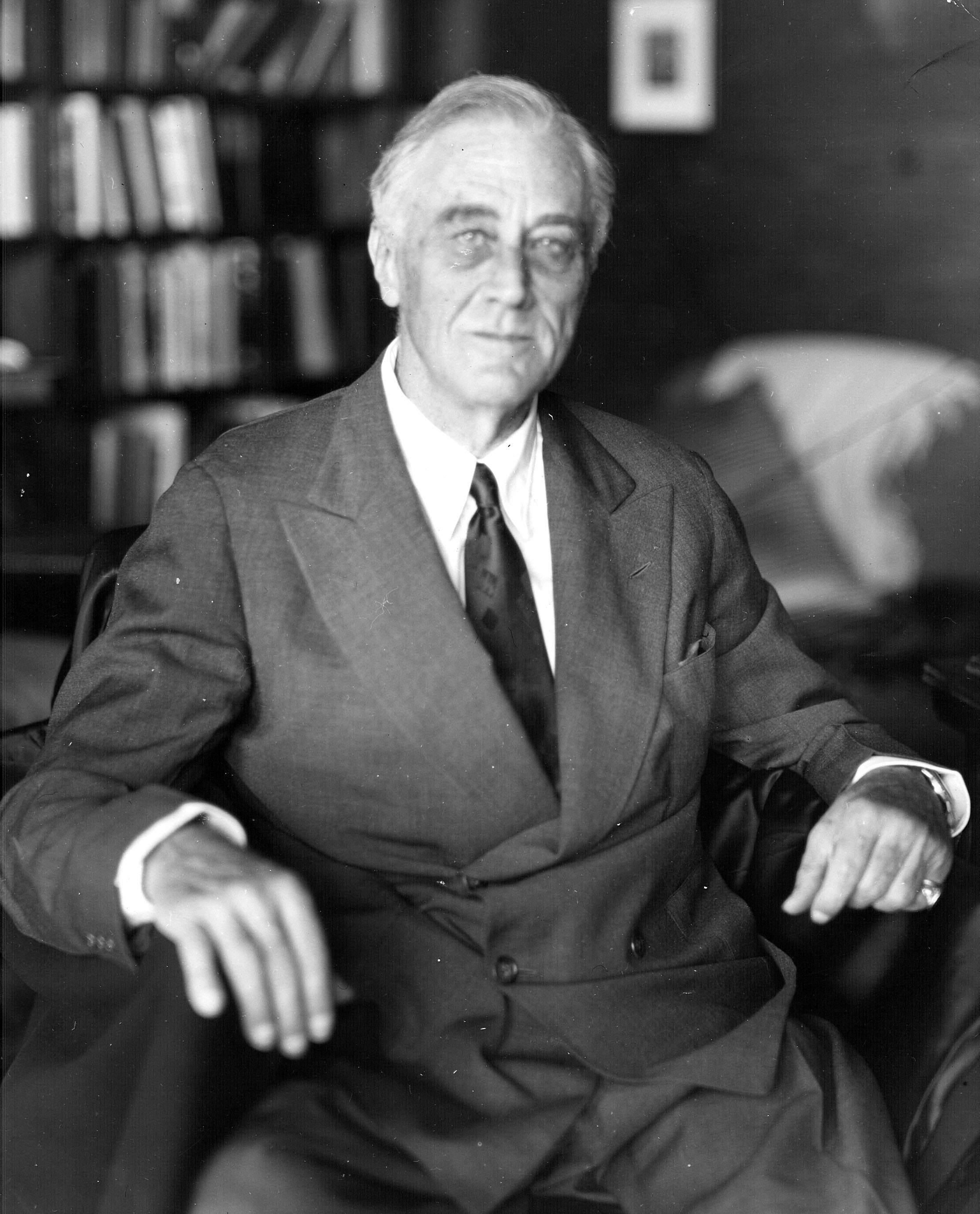
Roosevelt één dag voor zijn overlijden op 11 april 1945.

## Presidentschap
In 1932 stelde Roosevelt zich kandidaat voor het presidentschap en won gemakkelijk. Zijn rede bij de eedaflegging bezorgde hem een grote reputatie. Hij verkondigde dat het zijn vaste overtuiging was dat het enige waarvoor men angst hoefde te hebben, de angst zelf was. Tevens kondigde hij zijn New Deal aan. Dit programma behelsde regeringscontrole op industrie en landbouw en had tot doel de economie nieuw leven in te blazen door grote injecties uit publieke fondsen, maar werd gefinancierd met forse belastingverhogingen tot 1938. Roosevelt bleef tot 1938 streven naar een door hem beloofde sluitende begroting, wat in 1936 leidde tot een recessie in de depressie. Pas vanaf 1938 werd een expansief budgettair beleid gevoerd op advies van John Maynard Keynes, wat een zeer sterke economische groei opleverde.

### Eerste termijn
Het fenomeen van presidentiële persconferenties stamt uit het begin van de 20e eeuw en vangt aan met president Theodore Roosevelt. Niet al zijn opvolgers maakten er echter evenveel gebruik van. Franklin Delano Roosevelt kondigde op zijn eerste persconferentie als president aan dat hij van stijl wilde veranderen. De journalisten waren nu niet langer verplicht om vooraf vragenlijstjes in te dienen en stilaan kregen deze conferenties een heel informeel karakter. Daarbij verlangde hij van de aanwezige journalisten dat de dingen die hij hen off the record vertelde niet als citaat zouden worden weergegeven in de pers maar slechts gebruikt mochten worden als een soort inspiratie. De pers was, zeker de eerste jaren van zijn beleid, gecharmeerd van zijn aanpak. Deze goede relatie met de journalisten was voor Roosevelt van groot belang opdat zijn programma van de New Deal in de pers niet in een ongunstig daglicht zou worden geplaatst. Behalve deze persconferenties hield Roosevelt ook af en toe op zondagavonden Sunday Suppers op het Witte Huis, waarop de pers welkom was. Roosevelt richtte zijn aandacht ook op de communicatiemogelijkheden van de radio. Toen hij nog gouverneur was van de staat New York had hij in maart en april 1929 al zijn eerste radiotoespraken gehouden om zijn beleid te verdedigen. In zijn veelbeluisterde fireside chats beoogde hij nu de band met het Amerikaanse volk te verstevigen. Roosevelt wist zijn publiek te boeien door in voor iedereen begrijpelijke woorden over politiek te praten en slaagde er ook in om een gevoel van intimiteit op te roepen met zijn 'praatjes bij de haard.' Hij bereidde deze toespraken echter bijzonder goed voor en op de dag van de uitzending kende hij de chat uit zijn hoofd. De fireside chats kregen een bijzonder belang tijdens de Tweede Wereldoorlog toen Roosevelt trachtte het Amerikaanse volk op te beuren en hoop te geven voor de toekomst. Dit komt sterk tot uiting in zijn speech van 8 december 1941 na de aanval van Japan op Pearl Harbor.
Een aanwijzing voor het belang dat Roosevelt hechtte aan reputatiebehartiging, is het toenemende aantal medewerkers dat in die jaren onder de perssecretaris werkte. Ook first lady Eleanor Roosevelt speelde een belangrijke rol door het voorbereiden van Franklins speeches, het publiceren van haar eigen columns (My day) en het houden van lezingen.

### Tweede termijn
In 1936 won Roosevelt voor de tweede keer de verkiezingen: de grootste overwinning uit de geschiedenis van de verkiezingen. In totaal kreeg hij 523 kiesmannen achter zich en alleen de staten Maine en Vermont hadden respectievelijk gouverneur Alfred L. Landon en Frank Knox gesteund. Nochtans had de Literary Digest poll een heel andere uitslag voorspeld, waarbij Landon het pleit zou winnen. Het was echter duidelijk dat een groot deel van de bevolking Roosevelt wilde blijven steunen en geloofde in zijn sociale hervormingsplannen. Roosevelt hield woord en toen het werkloosheidscijfer tien miljoen had bereikt, tekende hij op 21 juni 1938 de Emergency Relief Appropriation Act, waarbij een fonds van 3 miljard dollar werd voorzien om de gevolgen van de recessie te helpen verzachten. Enkele dagen later, op 25 juni, werd de Fair Labor Standards Act ondertekend, die in een minimumloon voorzag (van 25 tot 40 cent per uur) en een maximum stelde aan het totaal te presteren uren arbeid (44 uur, op termijn te verminderen tot 40 uur). Hij slaagde er in juni 1939 ook in de goedkeuring van het Congres te krijgen, om een van zijn New Deal projecten, het Work Projects Administrations (W.P.A.), een steun van 1,5 miljard dollar toe te zeggen.
In de buitenlandse politiek stelde Roosevelt zich op als een 'goede buur' voor Latijns-Amerika en riep op tot vrede aan het adres van Hitler en Mussolini.

### Derde termijn
Op 5 november 1940 werd Roosevelt de eerste president in de Amerikaanse geschiedenis die voor een derde termijn verkozen werd. Hij is de enige president in de geschiedenis van de Verenigde Staten die meer dan twee keer gekozen werd (vier keer, zie onder). Tegenwoordig is dit niet meer mogelijk, omdat een president zich nu nog maar één keer herkiesbaar mag stellen, op grond van het 22-ste Amendement op de Amerikaanse grondwet, aangenomen in 1947.
Hij had zijn Republikeinse opponent Wendell Willkie overtuigend verslagen door 38 staten met in totaal 449 kiesmannen achter zich te krijgen. Het was een minder afgetekende overwinning dan de vorige, wat waarschijnlijk te maken had met de onzekerheid die er heerste over een mogelijke deelname van de VS aan de oorlog die nu in Europa woedde. Franklin kreeg ook de steun niet van de grote vakbondsleider John L. Lewis van het C.I.O. die er zelfs mee gedreigd had af te treden indien Roosevelt werd herkozen. Uiteindelijk waren de meeste kiezers er toch van overtuigd dat Roosevelt de kans moest krijgen om zijn programma, om de gevolgen van de depressie te keren, voort te zetten. Roosevelt had beloofd werk te maken van sociale zekerheid voor oudere Amerikanen, bankhervormingen, oogstcontrole en elektriciteitsvoorziening voor het platteland.
Ook wilde hij graag dat de Verenigde Staten Europa zouden helpen in de Tweede Wereldoorlog. In zijn State of the Union van 6 januari 1941 hield hij het congres in zijn beroemde Four Freedoms speech voor dat er in de oorlog Vier Vrijheden op het spel stonden. Voor iedereen, overal ter wereld: de vrijheid van meningsuiting en van godsdienst, en de vrijwaring van angst en van gebrek. 
In augustus 1941 ontmoette Roosevelt Winston Churchill op een oorlogsschip even uit de kust van Newfoundland, waar ze het Atlantic Charter ondertekenden, een verklaring van gemeenschappelijke doelstellingen. Het werd het oprichtingsdocument voor de Verenigde Naties, ondertekend door 26 landen in 1942. Inmiddels waren de Verenigde Staten zelf ongeveer een maand formeel in de oorlog verwikkeld, door de Japanse aanval op Pearl Harbor op 7 december 1941.
Terwijl hij het leiden van militaire operaties aan militairen overliet, besteedde Roosevelt veel tijd aan onderhandelingen en conferenties met geallieerde leiders.

### Vierde en laatste termijn
In 1944 won hij, met Harry S. Truman als vicepresident, voor de vierde maal de presidentsverkiezingen.
Op de Conferentie van Jalta in februari 1945 namen Roosevelt, toen al ernstig ziek, Churchill en Stalin vitale beslissingen inzake het Europa van na de oorlog. Er werd overeenstemming bereikt over de vier bezettingszones in het veroverde Duitsland. Ook werden afspraken gemaakt met de Sovjet-Unie met betrekking tot grondgebied in Azië. Nog vóór Roosevelt stierf, werden enkele afspraken door Stalin geschonden, waarover Roosevelt zeer verbitterd reageerde.
Twee maanden later, op 12 april 1945, stierf Roosevelt. Na zijn dood werd hij opgevolgd door vicepresident Harry Truman.
Ter nagedachtenis aan hem werd in Washington D.C. het Franklin Delano Roosevelt Memorial gebouwd.

## Four Freedoms-nalatenschap
Al tijdens zijn leven gaf Roosevelt opdracht tot het Four Freedoms Monument om zo een groter publiek te inspireren voor het concept van de vier vrijheden: vrijheid van meningsuiting, vrijheid van godsdienst, vrijwaring van gebrek en vrijwaring van vrees. Na zijn dood zijn er ook nog twee sculpturen met deze naam onthuld in Cleveland (Ohio) en Evansville (Indiana). Verder werd kunstschilder Norman Rockwell geïnspireerd tot het schilderen van vier werken over dit concept: Freedom of Speech, Freedom of Worship, Freedom from Want en Freedom from Fear.
Sinds 1982 worden er jaarlijks een vijftal Four Freedoms Awards uitgereikt, in de even jaren in Middelburg door de Roosevelt Stichting en in de oneven jaren door de Franklin and Eleanor Roosevelt Institute in New York. De band met Zeeland is gelegen in de plaats Oud-Vossemeer op het eiland Tholen, waar de voorouders van Roosevelt vermoedelijk vandaan komen. Sinds 1986 bestaat in de Zeeuwse hoofdstad het Roosevelt Study Center dat onderzoek verricht naar de Amerikaanse (politieke) geschiedenis. Ook heeft Middelburg sinds 2004 het University College Roosevelt, dat een bachelor programma in de Liberal Arts and Sciences verzorgt voor de Universiteit Utrecht.

## Kabinetsleden onder F.D.Roosevelt
| Kabinetsleden            | Ministerie         | Periode     | Bijzonderheden                                                                  |
| ------------------------ | ------------------ | ----------- | ------------------------------------------------------------------------------- |
| Cordell Hull             | Buitenlandse Zaken | 1933 - 1944 |                                                                                 |
| Harold Ickes             | Binnenlandse Zaken | 1933 - 1945 | Idem onder Truman                                                               |
| George Dern              | Oorlog             | 1933 - 1936 |                                                                                 |
| Daniel Roper             | Economische Zaken  | 1933 - 1938 |                                                                                 |
| William Woodin           | Financiën          | 1933 - 1934 |                                                                                 |
| Homer Cummings           | Justitie           | 1933 - 1939 |                                                                                 |
| Henry Wallace            | Landbouw           | 1933 - 1940 | Zoon van Henry Cantwell Wallace, Minister van Landbouw onder Harding + Coolidge |
|                          | Economische Zaken  | 1945        | Idem onder Truman                                                               |
| Claude Swanson           | Marine             | 1933 - 1939 |                                                                                 |
| James Farley             | Posterijen         | 1933 - 1940 |                                                                                 |
| Frances Perkins          | Arbeid             | 1933 - 1945 | Idem onder Truman                                                               |
| Henry Morgenthau jr.     | Financiën          | 1934 - 1945 | Idem onder Truman                                                               |
| Henry Woodring           | Oorlog             | 1936 - 1940 |                                                                                 |
| Harry Hopkins            | Economische Zaken  | 1939 - 1940 |                                                                                 |
| Frank Murphy             | Justitie           | 1939 - 1940 |                                                                                 |
| Charles Edison           | Marine             | 1940        |                                                                                 |
| Henry Stimson            | Oorlog             | 1940 - 1945 | Idem onder Taft + Truman + Minister van Buitenlandse Zaken onder Hoover         |
| Jesse Jones              | Economische Zaken  | 1940 - 1945 |                                                                                 |
| Robert Houghwout Jackson | Justitie           | 1940 - 1941 |                                                                                 |
| Claude Wickard           | Landbouw           | 1940 - 1945 | Idem onder Truman                                                               |
| Frank Knox               | Marine             | 1940 - 1944 | Op 8 april 1944 overleden                                                       |
| Frank Walker             | Posterijen         | 1940 - 1945 | Idem onder Truman                                                               |
| Francis Biddle           | Justitie           | 1941 - 1945 | Idem onder Truman                                                               |
| Edward Stettinnius jr.   | Buitenlandse Zaken | 1944 - 1945 | Idem onder Truman                                                               |
| James Forrestal          | Marine             | 1944 - 1945 | Idem onder Truman                                                               |